# Nicotiana simulans
Nicotiana simulans är en potatisväxtart som beskrevs av N. T. Burbidge. Nicotiana simulans ingår i släktet tobak, och familjen potatisväxter. Inga underarter finns listade i Catalogue of Life.